# Firfol
Firfol – miejscowość i gmina we Francji, w regionie Normandia, w departamencie Calvados.
Według danych na rok 1990 gminę zamieszkiwały 382 osoby, a gęstość zaludnienia wynosiła 76 osób/km² (wśród 1815 gmin Dolnej Normandii Firfol plasuje się na 524. miejscu pod względem liczby ludności, natomiast pod względem powierzchni na miejscu 882.).